# Izumi Miyata
Izumi Miyata (宮田 和純 Miyata Izumi?), född 28 april 2001 i Tokyo prefektur, är en japansk fotbollsspelare.
Miyata började sin karriär 2019 i FC Tokyo.